# Habrocidaris argentea
Habrocidaris argentea is een zee-egel uit de familie Arbaciidae.
De wetenschappelijke naam van de soort werd in 1908 gepubliceerd door Alexander Agassiz & Hubert Lyman Clark.